# Nicolae Botgros

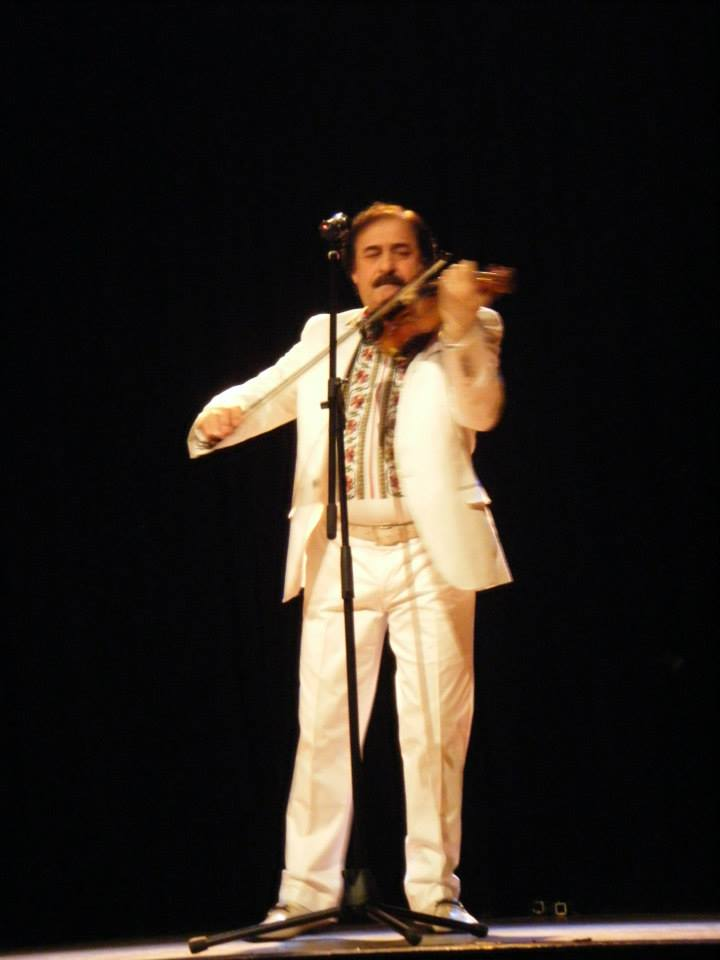
Nicolae Botgros in Paris, 2014

Nicolae Botgros (* 25. Januar 1953, Badicu-Vechi, heute Badicul Moldovenesc, Rajon Cahul, Moldauische SSR) ist ein Violinist, Dirigent und Multiinstrumentalist aus der Republik Moldau. Er leitet das Orchestra Naționala Lăutarii din Chișinău.

## Werdegang
Nicolae Botgros wurde in eine Musikerfamilie von Lăutari geboren. Lăutari sind professionelle Musiker in Rumänien und der Republik Moldau, die in Ensembles Musik der Roma interpretieren. Sein Vater Dumitru Botgros war Geiger. Nicolae und seine Brüder lernten schon sehr früh Instrumente zu spielen, Nicolae bekam die Trommel.
Mit sieben Jahren besuchte er die Musikschule in Cahul. Zusammen mit seinem Bruder Vasile kehrte bald aus Geldmangel nach Hause zurück. Die Kinder sangen bei Hochzeiten, um Geld zu verdienen. Nach und nach gab Nicolae die Trommel zugunsten der Geige auf. In seiner Jugendzeit lernte er zudem Schlagzeug, Akkordeon und Trompete zu spielen.
1968–1972 besuchte Nicolae Botgros die Școala de Arte (jetzt Nicolae Botgros) in Soroca. Dort erhielt er zusätzlich eine musikalische Ausbildung in Zymbal, Panflöte, Klarinette und weiteren Instrumenten. In dieser Zeit war er zum ersten Mal bei einem Konzert eines Lăutarii-Orchesters. Nicolae Botgros' erstes Orchester hieß "Ciocîrlia" und kam aus Edineț. 1973 zog er nach Chișinău und wurde Geiger im Orchester "Mugurel" der dortigen Philharmoniker. 1974–1978 war Botgros Violinist im Orchester des Ansamblul de cântece şi dansuri populare „Joc”. Zur gleichen Zeit besuchte er das Konservatorium in Chişinău, wo Botgros eine Ausbildung zum Dirigenten erhielt.

## Künstlerische Tätigkeiten
Seit 1978 leitet Botgros das Orchestra Națională "Lăutarii" als Dirigent, das 1970 innerhalb der Staatlichen Philharmonie der Moldauischen SSR von Nicolae Sulac gegründet worden war. 1981 veröffentlichten sein Orchester und er ihr erstes Album Floarea înflorește odată (Флоаря Ынфлореште Одате) bei dem russischen Plattenlabel Melodija.

### Orchestra Lăutarii
Das Orchester besteht aus Musikern, die Violine, Bratsche, Trompete, Panflöte, Akkordeon, Trommel, Kontrabass, Zymbal und andere Instrumente, die in der rumänischen und moldauischen Musik präsent sind, spielen. Namhafte rumänische und moldawische Folkloresängerinnen und Folkloresänger, wie Nicolae Sulac, Zinaida Julea, Lidia Bejenaru oder Nicolae Ciubotaru arbeiteten mit dem Orchester zusammen. Das Orchester Lăutarii nahm bereits an kulturell-künstlerischen Veranstaltungen auf Landesebene teil und gab Konzerte in der Republik Moldau, in Griechenland, Italien, Frankreich, Rumänien, Deutschland, Dänemark, Österreich, Australien, Neuseeland, in der Mongolei, in der Türkei und in den USA.
Nicolae Botgros und sein Orchester wurden 2000 per Dekret des Präsidenten der Republik Moldau mit dem Ehrentitel "Orchestră Naţională" ausgezeichnet.

## Privates
Nicolae Botgros ist verwitwet. Seine Frau, die Sängerin Lidia Bejenaru, verstarb 2021. Aus der Ehe stammt der Violinist Cornel Botgros. 

## Auszeichnungen
- 1982: Orden der Moldauischen SSR[3]
- 1987: Auszeichnung zum Artist al Poporului[3][6]
- 2000: Auszeichnung Orchestră Naţională
- 2002: Auszeichnung zum besten Dirigenten für Folkloremusik im rumänischsprachigen Raum (Jurnalul naţional)[6]
- 2010: Ehrenbürger der Stadt Chişinău
- 2014: Rumänischer Nationalorden „Meritul Cultural”, Grad: Mare Ofițer, Kategorie B: „Muzică”[9]